# Ногир
Ноги́р (осет. Ногир) — село в Пригородном районе Республики Северная Осетия — Алания. 
Административный центр муниципального образования «Ногирское сельское поселение».

## География
Селение расположение в северной части Пригородного района, на левом берегу реки Терек и фактически слился с городом Владикавказом в качестве его северного пригорода. От южной окраины до самой северной границы протяжённость составляет 6,5 км.
Граничит с землями населённых пунктов: Владикавказ на юге, Алханчурт на севере, Михайловское на северо-востоке и Заводской на востоке.

## Этимология
Ногир в переводе с осетинского означает Новая Осетия (осет. Ног Ир).

## История
До Октябрьской революции на месте села был царский военный полигон.
Современное село основано в 1921 году Доментием Хугаевым, Разденом Козаевым, революционером- Александром Джатиевым, так же Серго Санакоевым, профессором и революционером Ароном Плиевым, Аго Калоевым, братьями Хугаевыми, Васо Абаевым, Георгием Засеевым, Сако Слановым, Тома и Исмел Габуаевы, Симоном Булацевым, Бадила Гагиевым, Тебой Теблоевым, и простыми беженцами из Южной Осетии, бежавшим от резни в Южной Осетии в 1918-1920, которые до этого были расселены в селе Христиановское (ныне город Дигора), в сёлах Алагир, Кадгарон.
Первые годы название оспаривалось сельчанами временно называли село «Полигон», и утвердили позже Ногир.
Заселение шло быстро и в итоге за три месяца (август — октябрь) здесь было образовано село в 476 дворов при общей численности в 6-7 тыс. человек.
Первые дома-времянки строились из глины и дерева.
В центре села селились в основном: выходцы из Кударского, и частично Дзауского ущелий Юго-Осетии, Нижняя часть села выходцы из Тырсымгомского ущелья Грузии, и Урстуальского ущелья Юго-Осетии, а верхняя часть села и выходцами из Закинского Туалгома Северной Осетии, и урстуалгомцами.
В 1929 году жители нового поселения приняли решение обратиться в Кремль с просьбой, выделить Ногиру несколько тракторов для колхозных работ. Ни ответа на послание, ни техники сельчане не получили. Тогда на общем собрании было принято единогласное решение — объявить строгий выговор товарищу Сталину за бездействие. Более того, телеграмма с протоколом собрания была направлена в Кремль. Примечательно то, что в те суровые 1920-1930-е годы довольно жесткого правления, ни один колхозник из Ногира не был арестован или наказан.
Первая школа в селе появилась в конце 1930-х годов, в этой школе так же учились поэты: Плиев Грис, Джусоев Нафи, режиссёр Геор Хугаев.
Местным агрономом Митушем (Михаилом) Базаевым был выведен местный сорт пшеницы «Ногирская»,
В 1970-х были построены: 
Дворец культуры (клуб),
Средняя школа номер 2 — на 530 учеников.
Весной 1992 году на юго-западной окраине села властями республики началось строительство микрорайона «Санта-Барбара» (часть села — посёлок для беженцев из Южной Осетии и внутренних районов Грузии). Ныне в микрорайоне 221 дом.
Во время осетино-ингушского конфликта осенью 1992 года, в селе Ногир военные действия не велись, была лишь временная блокировка — отключены газ, электричество, водоснабжение.
В честь празднования 90-летия села в 2011 году, на въезде была установлена масштабная стела с надписью «Ногир». Рядом со стелой расположена скульптура льва. Из-за разницы в размерах, лев возле стелы смотрится небольшим котенком. Скульптор этим показывает, что история и жизнь любого большого государства начинается с маленьких сел и деревень. Ведь именно они, довольно часто, становились самыми большими защитниками, о которых потом говорил весь мир. Лев, охраняющий Ногир, стал символом и неким талисманом для местных жителей.
В 2018 году у входа в первую среднюю школу номер 1, памятник Доментию Хугаеву.

## Население
| 1939    | 1970    | 1979    | 1989    | 2002    | 2010    | 2011    |
| ------- | ------- | ------- | ------- | ------- | ------- | ------- |
| 5131    | ↗5490   | ↗6387   | ↗6968   | ↗11 269 | ↗11 480 | ↘11 446 |
| 2012    | 2013    | 2014    | 2015    | 2016    | 2017    | 2018    |
| ↗11 570 | ↗11 658 | ↗11 792 | ↗11 809 | ↘11 797 | ↗11 814 | ↗11 845 |
| 2019    | 2020    | 2021    | 2023    | 2024    | 2025    |         |
| ↗11 847 | ↗11 860 | ↗12 011 | ↘11 947 | ↘11 869 | ↗11 870 |         |

Национальный состав
По данным Всероссийской переписи населения 2010 года:
| Народ   | Численность, чел. | Доля от всего населения, % |
| ------- | ----------------- | -------------------------- |
| осетины | 11 032            | 96,1 %                     |
| русские | 182               | 1,6 %                      |
| другие  | 266               | 2,3 %                      |
| всего   | 11 480            | 100 %                      |

Население Ногира составляют в основном осетины, предки которых до основания села в 1921 году, жили в разных ущельях центральной и южной частей Осетии:
- Нарское, Закинское, Зругское ущелье (Туальское общество, ныне Сев. Осетия)
- Рукское, Дзомагское, Сбийское, Едисское ущелье (Урс-Туальское общество, ныне Респ. Южная Осетия Дзауский район)
- Кобийское, Трусовское, Ганиское ущелье (Тырсыгомское, и Кудское общество ныне Грузия Казбекский муниципалитет)
- Ущелье Большой Лиахвы: Дзау
- Кударское ущелье (Кударское общество, ныне Респ. Южная Осетия, Дзауский район)
- Ущелье Малой Лиахвы, Чсанское, Лехурское, Меджудское, Дзимырское ущелья (Чсанское общество, ныне Респ. Южная Осетия, Ленингорский, Цхинвальский районы).

Компактное проживание осетин различных ущелий центральной и южной Осетии послужило созданию уникального своеобразного наречия-акцента осетинского языка (часть сельчан носители кударского диалекта, другие носители туальского, тырсыгомского, урстуальского и чсанского говоров).

## Инфраструктура
Центральная магистральная улица-дорога асфальтированная улица Ленина протяжённость 6,5 км соединяет все улица села, по ней же проезжает общественный и частный автотранспорт.
- Здание сельской администрации,
- Средняя общеобразовательная школа 1 им. Д. Хугаева,
- Средняя общеобразовательная школа 2 им. Тотрова,
- Библиотека,
- Дворец культуры (Клуб),
- Детская музыкальная школа,
- Шахматная школа,
- Спортивная школа,
- Поликлиника,
- Детский сад,
- Офис партии КПРФ,
- Один из старейших в Северной Осетии колхоз,
- Сельская Мельница,
- Мясная бойня крупного, рогатого скота,
- Кирпичный завод,
- Деревообрабатывающий завод,
- Завод ПМК,
- Водоочистной завод,
- 2 государственных магазинов,
- множество частных продуктовых, хозтоварных магазинов, аптеки.

## Уличная сеть
| Название улиц верхней части села | Название мкр. Санта-Барбара | Название Центральной части села | Название улиц нижней части села |
| -------------------------------- | --------------------------- | ------------------------------- | ------------------------------- |
| Мира                             | Чибирова                    | Ленина                          | Международная                   |
| Доментия Хугаева                 | Остаева                     | Ромашки                         | Харебова                        |
| Пролетарская                     | Цховребова                  | Степная                         | Пионерская                      |
| Михаила Лермонтова               | Джиникаева                  | Молодёжная                      | Джатиева                        |
| Алика Плиева                     | Алана Джиоева               | Горького                        | Будённого                       |
| Коста Хетагурова                 | Кочиева                     | Интернациональная               | Пушкина                         |
| Калинина                         | Братьев Дзукаевых           | Санакоева                       | Красина                         |
| Сталина                          |                             | Калоева                         | Тибилова                        |
| Тельмана                         |                             | Бадила Гагиева                  | Фрунзе                          |
| Октябрьская                      |                             | Сланова                         | Тотрова                         |
| Хазби Хугаева                    |                             | Полевая                         | Московская                      |
| Ворошилова                       |                             |                                 | Советская                       |
| Нартикоева                       |                             |                                 | Чкалова                         |
| Кирова                           |                             |                                 |                                 |
| Красноармейская                  |                             |                                 |                                 |

## Религия
- Церковь Пресвятой Живоначальной Троицы, возведена в 2008 году. (Иууылсыгъдæг Царддæтæг Æртæиууоны аргъуан)

## Памятники
- Мемориальный комплекс «Вечный огонь» (первый и самый крупный памятник в селе),
- Стела «охраняющий лев» на въезде в село,
- Памятник трёхкратному олимпийскому чемпиону Артуру Таймазову,
- Памятник двукратному чемпиону мира и олимпийскому чемпиону Тимуру Таймазову,
- Памятник трёхкратному чемпиону мира и олимпийскому чемпиону Эльбрусу Тедееву,
- Памятник Иосифу Сталину (Дзукъаты),
- Памятник у входа в первую школу «Два пионера»,
- Памятник олимпийскому чемпиону Алану Хугаеву,
- Памятник-бюст Доментию Хугаеву у школы √ 1 (установлен в 2018 году).

## Археология
В Ногире находится курган эпохи ранней бронзы (возрастом около 4 тысяч лет) майкопской культуры, расположенный на площади 1000 м² на центральной улице села.

## Известные уроженцы
Родившиеся в Ногире